# 浪漫鬼屋
《浪漫鬼屋》（韓語：귀신이산다）是一部於2004年上映的韓國電影，講述努力半生成功置產男主角入住到鬼屋，遇上女鬼所發生的趣事。

## 故事大綱
明碁（車勝元 飾演）積蓄了半生終於成功置產，買下一棟條件極佳的房子，在入住後發現房子附帶的不只是全套傢具和裝潢，經歷一連串的事件並且詢問鄰居後，才知道原來這是地方知名的「鬼屋」。楊華（張瑞希 飾演）和丈夫努力完成了夢想中的房子，卻在一場意外失散，為等待老公，苦守著兩人的「家」。不同世界的兩人，家卻在同一幢房子......

## 演員陣容
- 張瑞希：楊華
- 車勝元：明碁
- 張航善：張班長
- 孫泰英：秀景
- 陳有英：裴社長
- 張鉉誠：基泰
- 尹文植：明碁父
- 金應洙：不動產仲介人
- 黃錫貞
- 尹帝文：金警長
- 吳正世：裴社長秘書
- 姜山：幼年明碁

### 特別出演
- 朴英奎
- 李政憲
- 張恆俊

## 外部連結
- NAVER電影 （页面存档备份，存于）